# Fűrészbagoly
A fűrészbagoly (Aegolius acadicus) a madarak osztályának a bagolyalakúak (Strigiformes) rendjéhez, a bagolyfélék (Strigidae) családjához tartozó faj.

## Rendszerezése
A fajt  Johann Friedrich Gmelin német természettudós írta le 1788-ban, a Strix nembe Strix acadica néven. Nevét hangjáról kapta, mivel kiáltása a fűrész élesítésekor keletkezett hangra emlékeztet.

## Alfajai
- Aegolius acadicus acadicus (J. F. Gmelin, 1788)
- Aegolius acadicus brooksi (J. H. Fleming, 1916)[2]

## Előfordulása
Kanada déli részén és az Amerikai Egyesült Államok északi és nyugati területein honos. A felnőtt madarak állandóan egy helyben élnek, a fiatalok azonban sokszor igen messzire elkóborolhatnak. Ilyen kóbor egyedeket észleltek már Mexikó, Bermuda, Costa Rica, Guatemala és Saint-Pierre és Miquelon területén is. Természetes élőhelyei a tűlevelű erdők, mérsékelt övi sivatagok, szubtrópusi vagy trópusi hegyi esőerdők és mocsári erdők, valamint városi régiók. Vonuló faj.

## Megjelenése
Testhossza 20 centiméter, szárnyfesztávolsága 42-48 centiméter.
|  |

## Életmódja
Nappal a magas fenyőfák sűrű ágai között rejtőzik. Sötétedés után jár táplálékot keresni. Apró madarakra, rágcsálókra, nyáron rovarokra is vadászik.

## Szaporodása
Április közepén a költőpár fészket épít egy faodúban, általában 10 méter magasan. A tojó 4-6 tojást rak, amelyeken 26-30 napig kotlik. a fiókák 4 hetes korukban hagyják el a fészket, ezután még további hetekig ülnek a környező ágakon, ahol szüleik továbbra is etetik őket.

## Természetvédelmi helyzete
Az elterjedési területe rendkívül nagy, egyedszáma is nagy, de csökken. A Természetvédelmi Világszövetség Vörös listáján nem fenyegetett fajként szerepel.